# Massospora levispora
Massospora levispora är en svampart som beskrevs av R.S. Soper 1963. Massospora levispora ingår i släktet Massospora och familjen Entomophthoraceae.   Inga underarter finns listade i Catalogue of Life.